# Langues baltes
Les langues baltes forment, au sein des langues indo-européennes, une sous-branche des langues balto-slaves, l'autre étant les langues slaves.

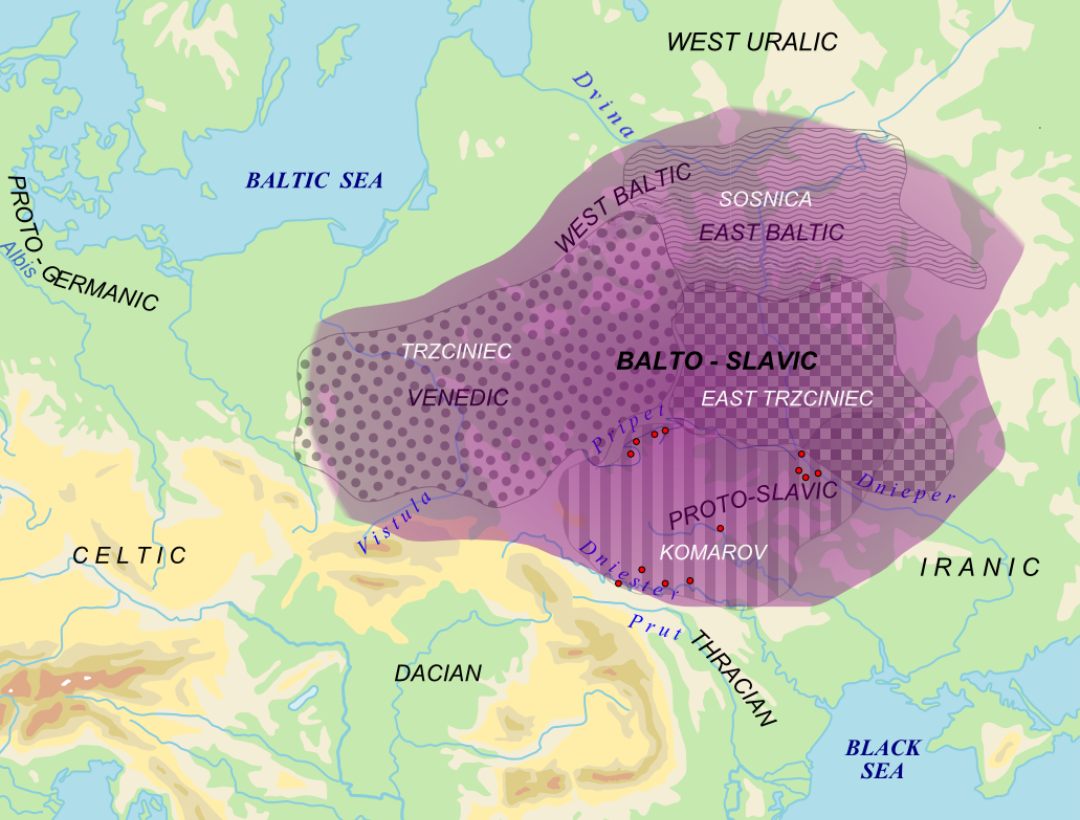
Langues balto-slaves à l'Âge du Bronze.

## Classification
Les linguistes ont éprouvé beaucoup de difficultés à établir la relation précise des langues baltes aux autres langues indo-européennes. 
Le regroupement balto-slave des langues baltes et des langues slaves est maintenant largement accepté,.
Quelques chercheurs soutiennent que les langues baltiques forment une branche distincte. 
Certains rapprocheraient le balto-slave du groupe daco-thrace de l'ensemble thraco-illyrien en y incluant, notamment, l'albanais.
Une partie du lexique des langues baltes, bien que d'origine indo-européenne, est emprunté aux langues finno-ougriennes du fait de la présence parmi leurs locuteurs, durant des siècles, de minorités finno-ougriennes, dont les Estoniens de Ludza sont les reliquats actuels (voir langues dans les pays baltes).

## Sous-branches
Ce groupe se divise en deux sous-groupes : 
- Langues baltes orientales
  - Lituanien
    - Samogitien

  - Letton
    - Latgalien

  - Couronien
  - Sélonien
  - Sémigalien
- Langues baltes occidentales
  - Vieux prussien
    - Nadruvien
    - Galindien

  - Skalvien
  - Sudovien

Seuls le lituanien et le letton sont encore parlés aujourd'hui et, des langues disparues, seul le vieux-prussien est attesté par des textes.

## Distribution

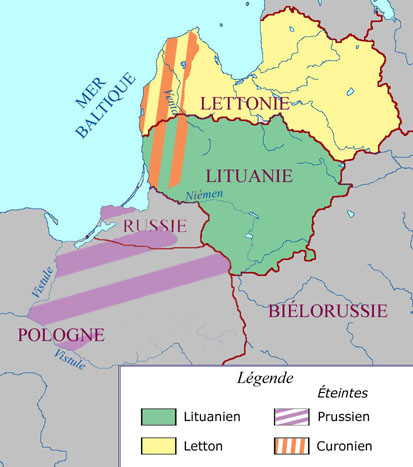
Distribution géographique des langues baltes.

En 2020, environ quatre millions de personnes parlent le lituanien (surtout en Lituanie), et deux millions parlent le letton (surtout en Lettonie).

## Histoire
Depuis au moins les années 1980, il est fermement établi que les langues balto-slaves, baltes et slaves, présentent un fort substrat des langues ouraliennes, même si de nombreux détails font encore l'objet de controverses. Dans l'ensemble, la région de la Baltique présente les mêmes caractéristiques que celle des Balkans : les caractéristiques linguistiques sont réparties différemment entre les langues. Quant aux sources des caractéristiques baltes, certaines peuvent être attribuées à l'ouralien et d'autres à l'indo-européen, en particulier au germanique.
Les langues indo-européennes ont très probablement acquis des caractéristiques baltes d'origine ouralienne grâce à un apprentissage imparfait des langues indo-européennes par des locuteurs ouraliens, avec changement (comme dans le cas du balte et du slave) ou sans changement (comme dans le cas du germanique). Les caractéristiques d'origine germanique sont probablement entrées dans les autres langues par voie d'emprunt, bien qu'un apprentissage imparfait soit également une possibilité.
Certaines preuves historiques indiquent également que les locuteurs de diverses langues ouraliennes sont passés aux langues baltes et slaves à mesure que les groupes Indo-Européens ont pris le contrôle de nouvelles régions. Les premières chroniques montrent des locuteurs de langue balte et ceux de langue ouralienne en contact avant le VIe siècle après J.-C. Les locuteurs fenniques le long de la côte sud du golfe de Finlande (entre Narova et Saint-Pétersbourg) et près de la côte de la mer Blanche ont commencé à passer au russe au XIIIe siècle.
Au sein de la famille des langues indo-européennes, le balto-slave et le proto-germanique faisaient partie d'un même ensemble[réf. nécessaire] avant que ces deux aient progressivement divergé. Le balto-slave, à son tour, s'est scindé en deux vers le IXe siècle av. J.-C. pour donner le proto-slave et le proto-balte. Cette parenté explique les similitudes qui existent entre les langues slaves et celui des langues baltes. Il existe au moins 289 mots qui sont communs à ces deux groupes. Certains linguistes considèrent que ces deux groupes n'en font, en réalité, qu'un seul, mais d'autres estiment qu'ils ont divergé au point de constituer deux groupes séparés.
Vers le Ve siècle av. J.-C., le proto-balte s'est divisé pour former les sous-groupes des langues baltes orientales et des langues baltes occidentales. À partir du Ve siècle, une nouvelle division a eu lieu au sein des deux sous-groupes et a donné naissance à une dizaine de langues assez proches.
Les langues baltes semblent avoir conservé tous des éléments archaïques de leur ancêtre commun, le proto-balte, et des caractéristiques saillantes du proto-indo-européen. L'usage des langues baltes fut longtemps limité à la tradition orale. et les Baltes eux-mêmes n'ont commencé à se servir de l'écriture que relativement récemment. Des traces du vieux-prussien, parlé en Prusse-Orientale, ont été préservées par des traductions du XVIe siècle et par un glossaire allemand-prussien écrit au XIVe siècle, mais la langue elle-même a disparu au début du XVIIIe siècle. Avec la christianisation et la germanisation de la Prusse, le vieux-prussien disparut vers la fin du XVIIe siècle. Les premières traces de lituanien remontent à 1547. Les premiers textes écrits en letton sont apparus en 1585. Les autres langues du balte ne sont attestées que dans les chroniques, quelques anthroponymes et toponymes et par les traces qu'elles ont pu laisser dans les langues qui leur ont succédé sur le territoire. De toutes les langues baltes suffisamment documentées, le vieux-prussien est le plus conservateur en égard aux caractéristiques saillantes de l'indo-européen d'origine.
L'écriture dans les langues baltes résiduelles ne s'est vraiment répandue qu'au milieu du XIXe siècle, notamment parce que la Lettonie et la Lituanie n'étaient pas des États indépendants, et les autorités étrangères tentaient d'imposer dans la communication écrite les langues du colonisateur.